# Diérese (cirurgia)
Diérese (do grego: διαίρεση), em cirurgia, é o nome dado ao processo de divisão dos tecidos que possibilita o acesso a região a ser operada.
A diérese é o ato de separar os tecidos com fins operatórios. Existem dois tipos de diérese: Incisão: ato de separar os tecidos com corte, e divulsão: ato de separar os tecidos sem corte. Consiste na primeira etapa da cirurgia, sendo seguida pela hemostasia e síntese. Se implicar retirada de tecido ou de órgão, pode ser chamada de exérese.